# 索马里国家公园列表

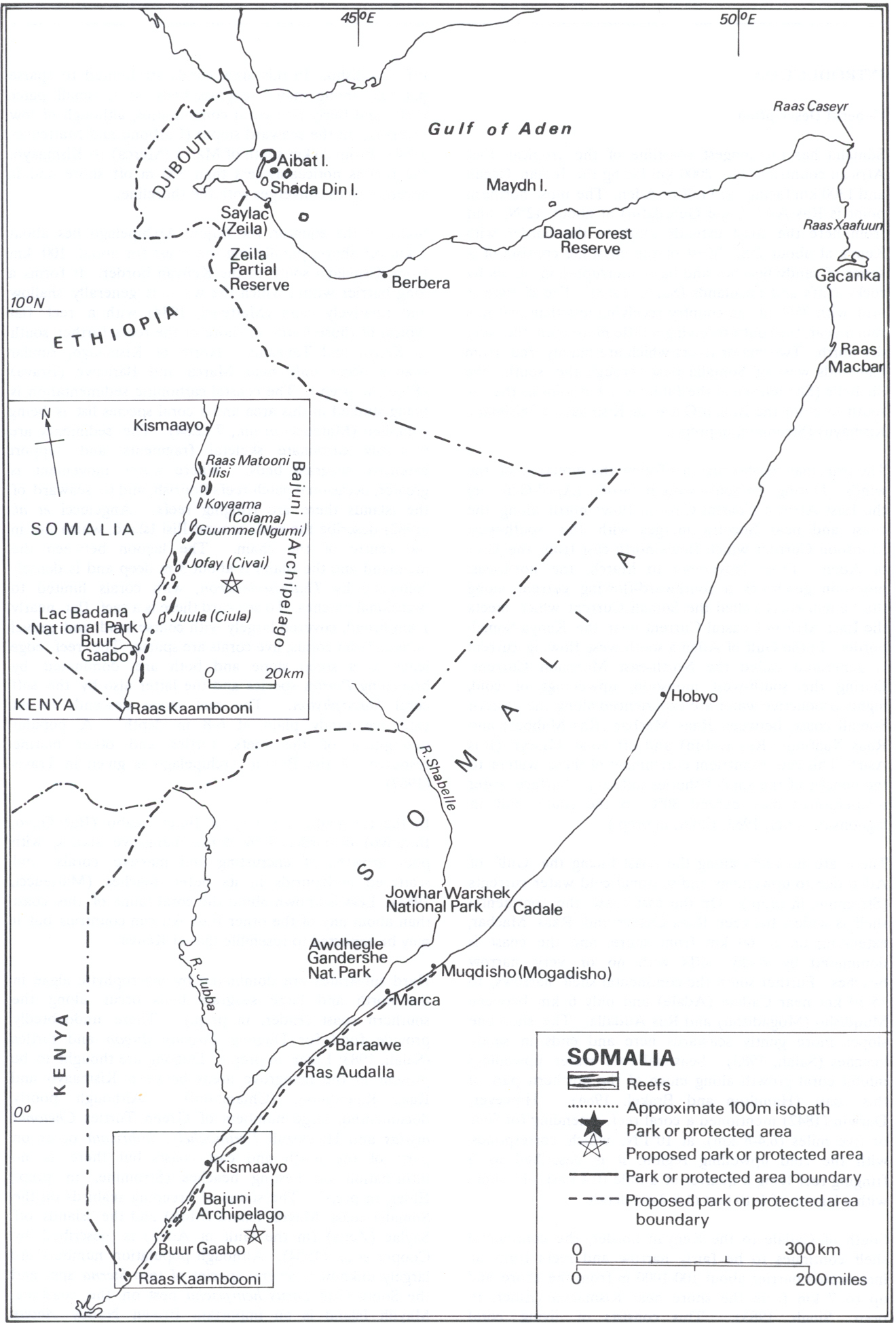
索马里生态公园、珊瑚礁和保护区。

本列表列出索马里的国家公园。

## 国家公园
- 達拉洛山
- 哈爾格薩國家公園
- 霍比草原和灌木叢
- 吉利布國家公園
- 基斯馬尤國家公園
- 巴達巴國家公園